# Fulda-Galerie
Fulda-Galerie ist der jüngste Stadtbezirk der osthessischen Stadt Fulda.

## Geographie

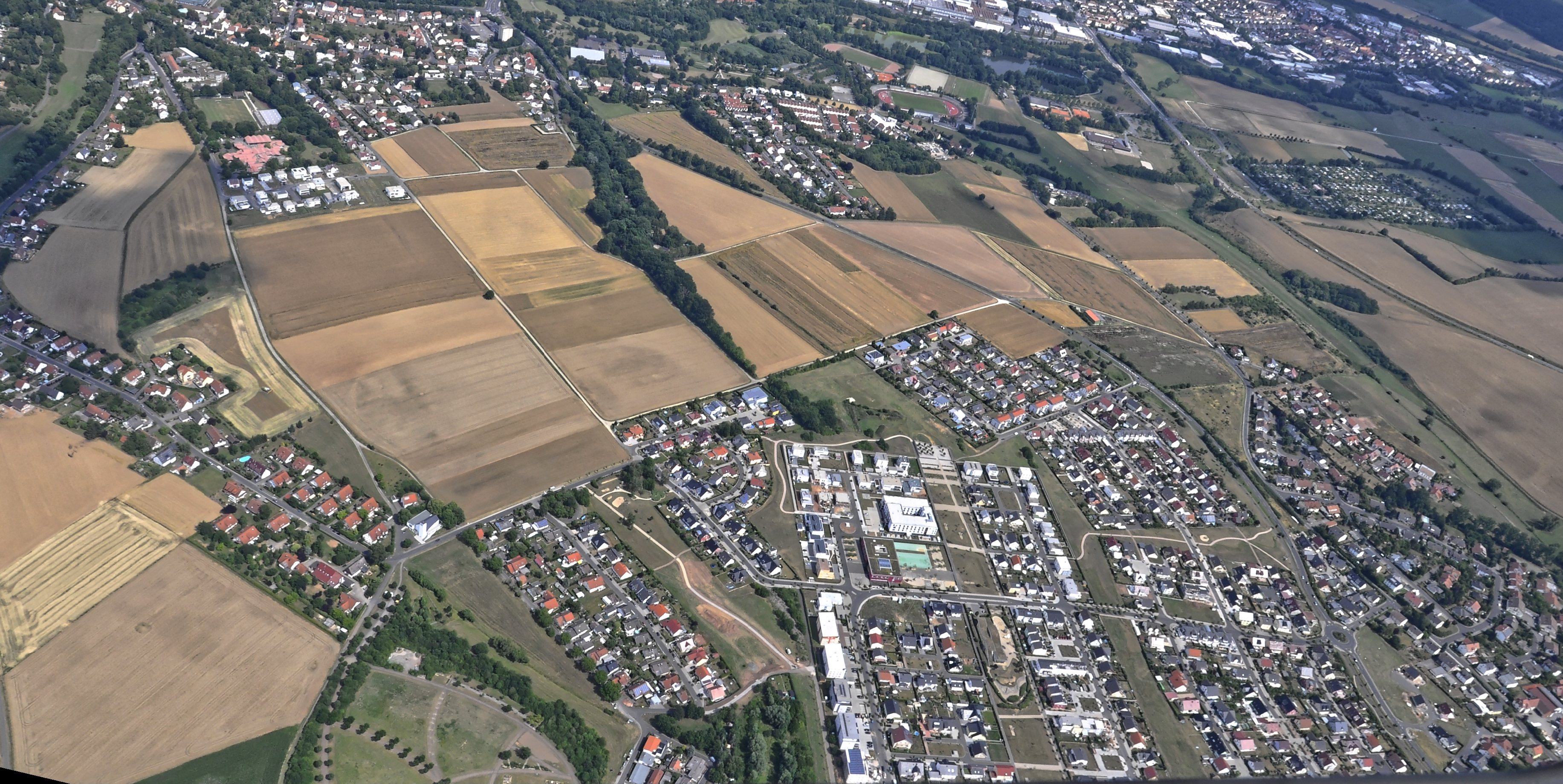
Fulda-Galerie (vorn)

Der Stadtbezirk Fulda-Galerie liegt westlich der Fuldaer Innenstadt. Im Nordwesten grenzt Fulda-Galerie an den Stadtteil Haimbach, im Nordosten, Osten und Südosten an Neuenberg (Fulda), im Süden und Südwesten an Sickels. Am nordwestlichen Rand des Stadtteils befindet sich Fuldas neuer Zentralfriedhof mit Stadtgärtnerei.

## Geschichte
Fulda-Galerie entsteht auf dem ehemaligen Flugplatz Sickels Army Airfield der 4th Squadron des 11th Armored Cavalry Regiment ("Blackhorse-Regiment"). Nach deren Abzug 1993/1994 wurde das rund 90 ha große Areal vom Bund kostenlos der Stadt Fulda übertragen. Eine Projektgesellschaft wurde 2000 gegründet und der erste Bauabschnitt 2001 genehmigt. Im Jahr 2002 zog die erste Familie ein. In mehreren Bauabschnitten – insgesamt gibt es sechs Wohnparks mit Namen wie Bastion, Panorama und Wäldchen und einen Messeplatz – entstanden rund 500 Grundstücke und 28 ha Grün- und Freizeitflächen. Investiert wurden mehr als 24 Millionen Euro.

## Wirtschaft und Infrastruktur

### Messe
Im Westen des Stadtteils befindet sich das Ausstellungs- und Messegelände der Stadt Fulda. Das über 50.000 m² große Areal diente bis 1994 der in Fulda stationierten US-Armee als Hubschrauberlandeplatz. Das Ausstellungsgelände verfügt neben Freiflächen auch über Platz für den Aufbau von Leichtbauhallen sowie eine Pkw-Teststrecke und einen Offroad-Parcours für Geländewagen. Seit 2001 findet jährlich im Mai die Messe RETTmobil, die europäische Leitmesse für Rettung und Mobilität, statt.
Seit 2002 fand – nach ihrem Umzug von dem innerstädtischen Festplatz Ochsenwiese – die große Regionalausstellung Osthessenschau auf dem Messegelände statt.

### Bildung
In Galerie befinden sich eine städtische Kindertagesstätte sowie eine Kinderkrippe der freien evangelischen Kirchengemeinde, außerdem die Grundschule „Astrid Lindgren“ mit öffentlicher Bibliothek und die Außenstelle der Pestalozzischule, Schule für Praktisch Bildbare. Zudem gibt es seit Ende 2020, einen öffentlichen Kinder- und Jugendtreff für 8–23-jährige.

### Hauptfriedhof West
Der neue Westfriedhof – auf dem seit Juni 2003 Beerdigungen erfolgen – ist der dritte große Friedhof in Fulda (neben dem Frauenberg-Friedhof und dem Zentral-Friedhof in der Künzeller Straße) und soll einmal der größte Friedhof der Stadt Fulda werden. Von besonderer Rolle sind dabei die nahegelegenen mehr als 20 Fuldaer Stadtteile, die nach Schließung der kleinen Dorffriedhöfe auch dort ihre Bestattungen vornehmen werden.
Der zentrale Hauptfriedhof West mit einer Fläche von rund zehn Hektar wurde durch Geistliche verschiedener Konfessionen im Juni 2003 eingeweiht und seiner Bestimmung übergeben. Die Anlage des Friedhofs in der Ernst-Barlach-Straße kostete rund 3,8 Millionen Euro. Im Endausbau wird er rund 20 Hektar groß sein und etwa 18.000 Gräber aufnehmen.
Erstmals gibt es auch einen muslimischen Teil für die Bestattung von etwa 200 Toten.

### Verkehr
Nächste Autobahnanschlussstelle ist Fulda-Mitte an der Bundesautobahn 7 in circa 6,5 Kilometer Entfernung. Die Bundesstraße 254 (Fulda–Alsfeld) verläuft östlich von Fulda-Galerie. Südöstlich von Fulda-Galerie verläuft der Fuldaer Westring. Der nächste Bahnhof ist der Bahnhof Fulda. Der Öffentliche Personennahverkehr wird durch Stadtbusse und Anruf-Sammel-Taxen sichergestellt.